# Cindy de Koning
Cindy de Koning (Diepenveen, 9 augustus 1973) is een Nederlandse presentatrice. Ze verwierf bekendheid bij Omroep Brabant en presenteerde later programma's bij NOS en Omroep Gelderland.

## Loopbaan
De Koning begon bij de ziekenomroep van Eindhoven en de lokale omroepen van Eindhoven, Geldrop en Waalre. Dit combineerde ze met haar studie aan de School voor Journalistiek in Tilburg. 

### Omroep Brabant
In 1995 begon ze bij Omroep Brabant met het presenteren van het radioprogramma Lekker Geen Wekker. Daarnaast maakte ze ook diverse muziekprogramma's, culinair programma De Heerlijkheid en presenteerde ze haar radioprogramma De Koning Te Rijk. 
In 2010 stopte ze met haar radiowerk en werd ze een van de vaste gezichten van Brabant Nieuws op televisie.

### NOS
Vanaf 2016 tot 2023 presenteerde ze het regionieuws in het NOS Journaal. Deze rubriek zit tweemaal per dag in het NOS Journaal, om 12.00 en 15.00 uur. Daarin wordt een overzicht gepresenteerd met nieuws van de regionale omroepen.  

### Omroep Gelderland
Sinds 2021 werkt ze bij Omroep Gelderland als nieuwslezer. Sinds februari 2024 presenteert ze op vrijdagmiddag het programma De Koning Te Rijk. Sinds november dat jaar is ze te horen als sidekick in het radioprogramma De Hoop op Zaterdag met Jan de Hoop. Op 27 juni 2025 nam ze het programma tijdelijk over van Jan de Hoop omdat hij tijdens zijn vakantie een hartinfarct kreeg en naar het ziekenhuis moest.

## Trivia
- De Koning is getrouwd met Femke de Jong en heeft twee kinderen, Tijmen en Rozemarijn.
- Ze heeft een eigen bedrijf. Daarmee treedt ze op als gespreksleider, dagvoorzitter, voice-over en coach.